# Водяные змеи
Водяные змеи, или водяные ужи (лат. Enhydris) — род змей из семейства Homalopsidae, обитающих в Азии.

## Описание
Общая длина достигает 70 см. Голова уплощённая, туловище крепкое и массивное. Окраска коричневого, жёлтого, оливкового цвета.

## Образ жизни
Всю жизнь проводят в воде, населяя разного рода водоёмы в тропиках. Питаются рыбой и земноводными.

## Размножение
Это живородящие змеи.

## Распространение
Ареал распространяется от южной до восточной Азии.

## Классификация
На сентябрь 2018 года в род включают 6 видов:
- Enhydris chanardi Murphy & Voris, 2005
- Enhydris enhydris (Schneider, 1799) — Водяная змея Шнайдера
- Enhydris innominata (Morice, 1875) — Водяная змея Морица
- Enhydris jagorii (Peters, 1863) — Водяная змея Ягора
- Enhydris longicauda (Bourret, 1934)
- Enhydris subtaeniata (Bourret, 1934)